# Simón Gómez de Piñeyra

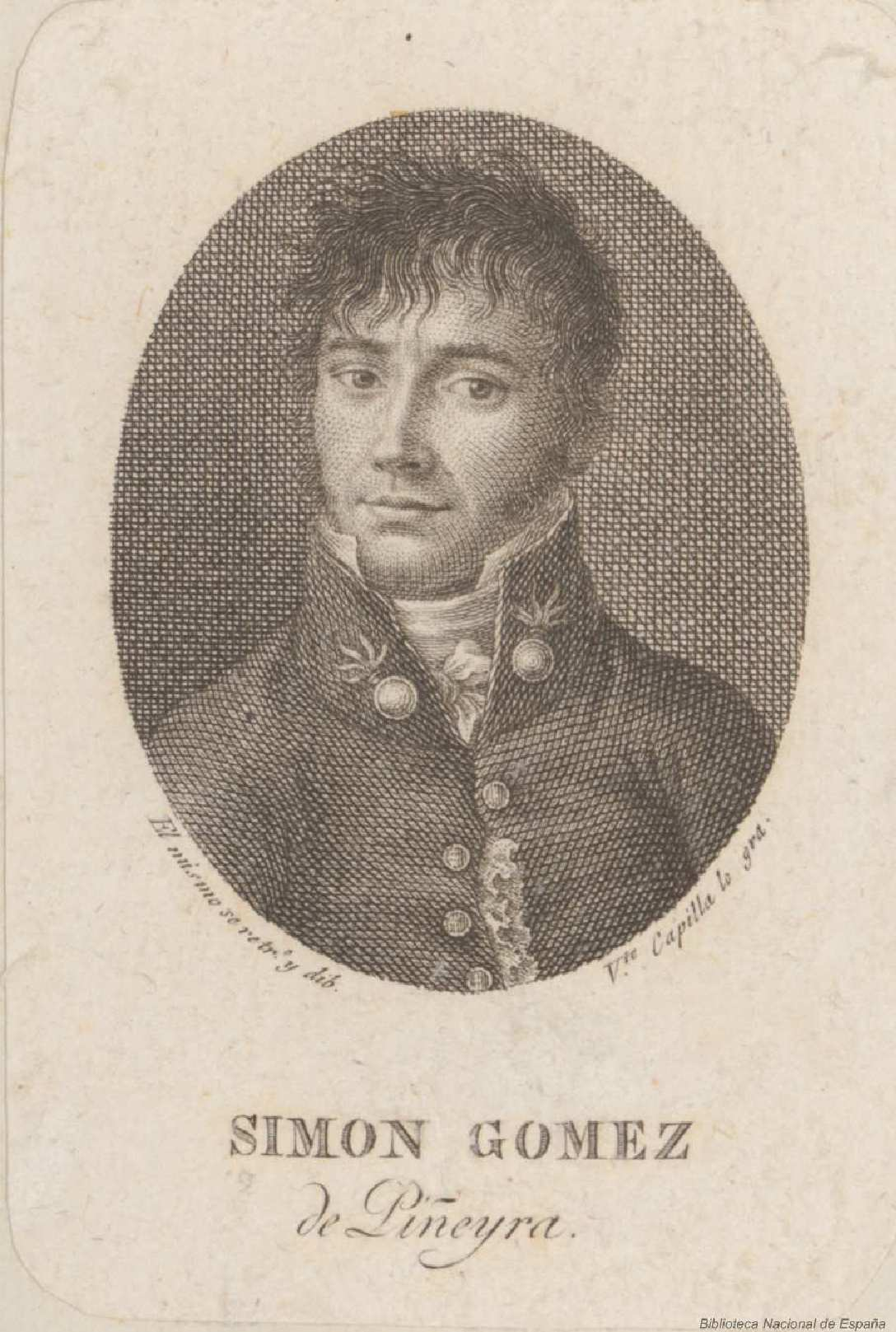
Retrato de Simón Gómez de Piñeyra dibujado por él mismo y grabado por Vicente Capilla. 1813. Grabado calcográfico. Biblioteca Nacional de España

Simón Gómez de Piñeyra, socio de la Academia de pintura del Museo de París y oficial político del ministerio de la artillería nacional, adscrito «a un ejército ambulante» en momentos convulsos —en plena Guerra de la Independencia Española— lo que, según él mismo declaraba en el prólogo de su obra, no le permitía escribir con suficiente sosiego, publicó en Valencia en 1813, en la Imprenta de Estevan, su Sistema de educación: obra de primera necesidad para los padres de familia, donde tiene su origen el bien público.
La Atalaya de la Mancha en Madrid resumía su contenido: «contiene el verdadero método de formar el cuerpo humano de un temperamento robusto y sano, y el de rectificar el espíritu y corazón del infante, haciéndole amable la virtud y el estudio, solo con la razón, y sin necesidad de castigo corporal: asimismo enseña el modo de corregir el amor propio del infante desde los primeros días de su nacimiento, y el de instruirle en los principios de nuestra santa religión».
Su sistema educativo está influido por el modelo de John Locke, probablemente a partir de la traducción francesa, De l'èducation des enfants, una influencia llegada a España con cierto retraso pero que ya contaba con algunos precedentes en los escritos pedagógicos de Jovellanos o de Josefa Amar y Borbón. En su concepción antropológica la naturaleza hace a los hombres iguales por la razón y es la educación la que los hace distintos, del mismo modo que distingue a las naciones civilizadas de las bárbaras. Es la educación la que puede proporcionar al hombre y a las naciones la felicidad y el progreso, pues el hombre educado es virtuoso, culto y práctico. De las tres vías por las que discurre la educación: la física, por la que se educa el cuerpo; la moral, dirigida al espíritu, y la científica, por la que se educa el entendimiento, en su opúsculo se ocupaba solo de las dos primeras, dejando la tercera para un escrito posterior, que nunca vería la luz. La educación física debía comenzar en el momento mismo del parto y tiene en consideración el ejercicio, la alimentación, el sueño o la higiene. Entre otros preceptos para desarrollar y fortalecer el cuerpo, proponía dejar salir a los niños al aire libre con frecuencia, incluso con tiempo adverso, comidas comunes y nada de alcohol, «pocas o ningunas medicinas», ropas holgadas, cabezas descubiertas, y lavarlos a menudo con agua fría. Para educar en la virtud y la moralidad, que en Gómez de Piñeyra como en Locke no se separa de la religión, el tutor —pues también como Locke antepone la educación doméstica a la enseñanza pública— ha de mostrarse severo en la disciplina, pero rechaza el castigo físico, que tiene por «irracional costumbre».